# Серединки
Середи́нки — село в Україні, у Великоберезовицькій селищній громаді Тернопільського району Тернопільської області. Розташоване в центрі району. До 2020 року підпорядковане Буцнівській сільраді.
Населення — 230 осіб (2007).

## Історія
Перша писемна згадка — 1727.
Діяли «Просвіта» та інші товариства, кооператива.
12 червня 2020 року, відповідно до розпорядження Кабінету Міністрів України № 724-р «Про визначення адміністративних центрів та затвердження територій територіальних громад Тернопільської області» увійшло до складу Великоберезовицької селищної громади.
19 липня 2020 року, в результаті адміністративно-територіальної реформи та ліквідації Тернопільського району, село увійшло до складу новоутвореного Тернопільського району.

## Населення
Згідно з переписом УРСР 1989 року чисельність наявного населення села становила 247 осіб, з яких 104 чоловіки та 143 жінки.
За переписом населення України 2001 року в селі мешкало 216 осіб. 100 % населення вказало своєю рідною мовою українську мову.

## Пам'ятки

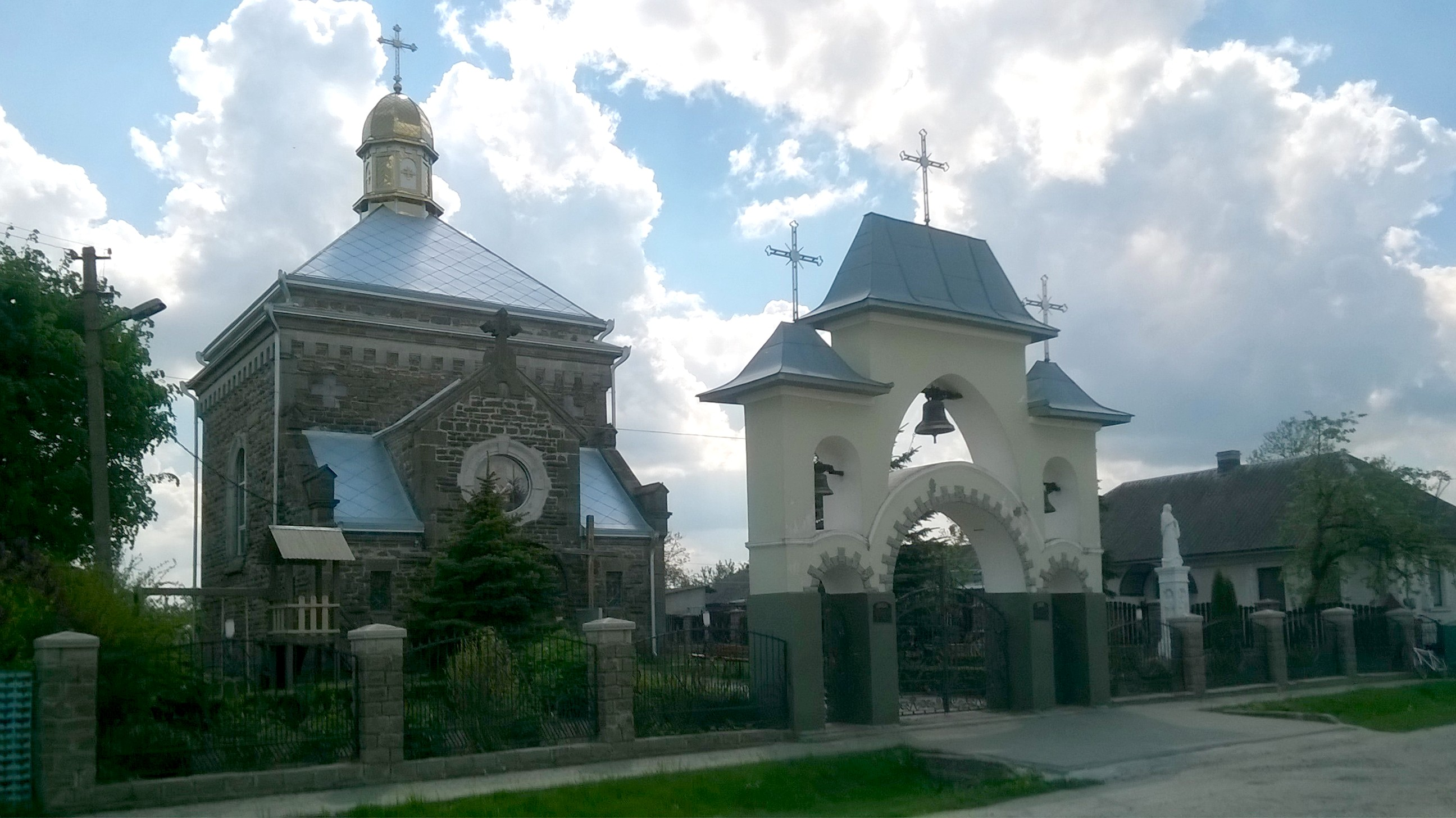
Серединки, церква,12.04.2019р.

Є церква Перенесення мощей святого Миколая (1913, мурована, архітектор О. Лушпинський), каплиця.

## Соціальна сфера
Працюють ЗОШ 1 ступ., бібліотека, ФАП, торговельний заклад.

## Відомі люди

### Народилися
- Степан Алич (Мокрій) - український поет

## Галерея

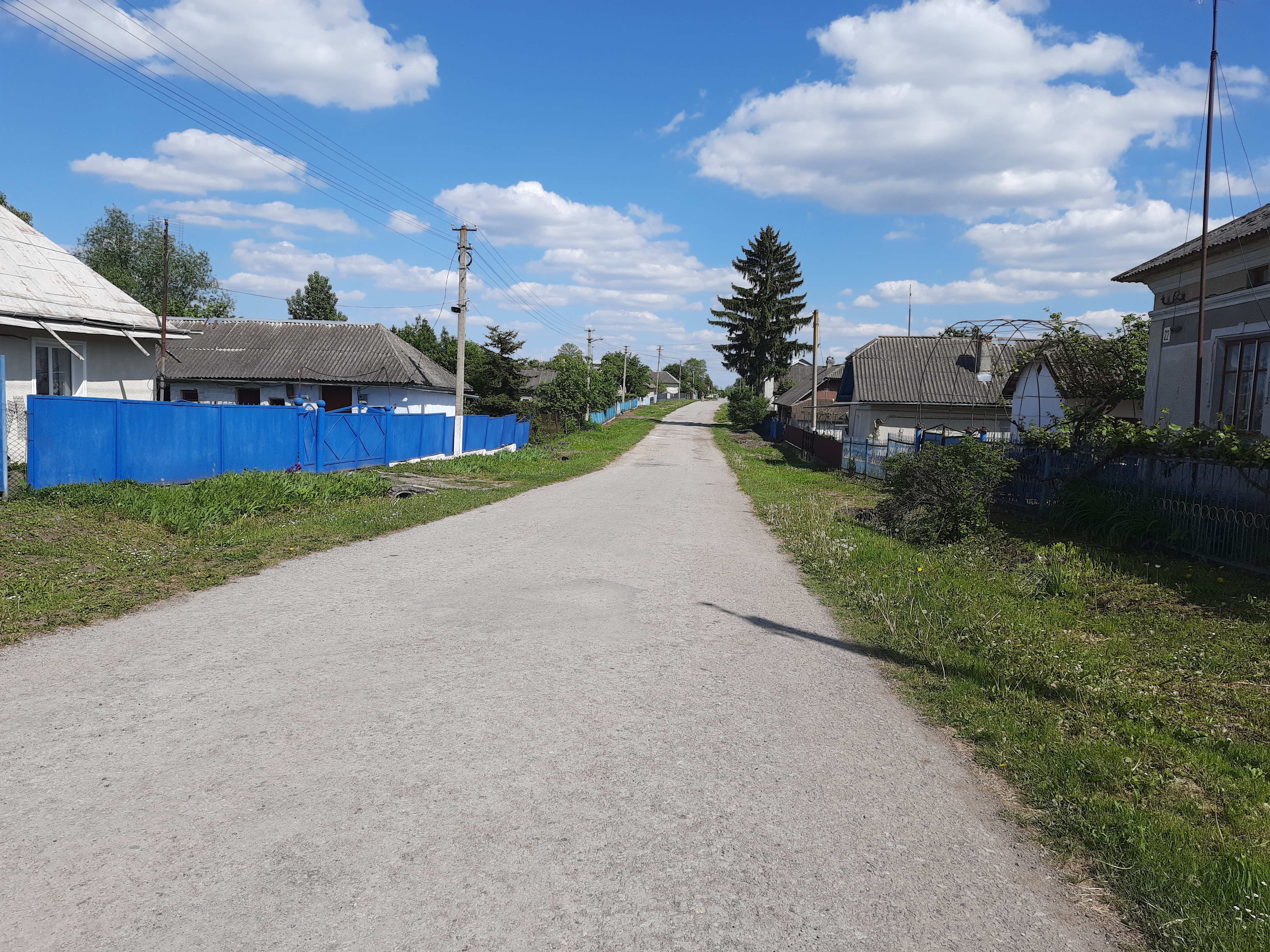
Сільська вулиця
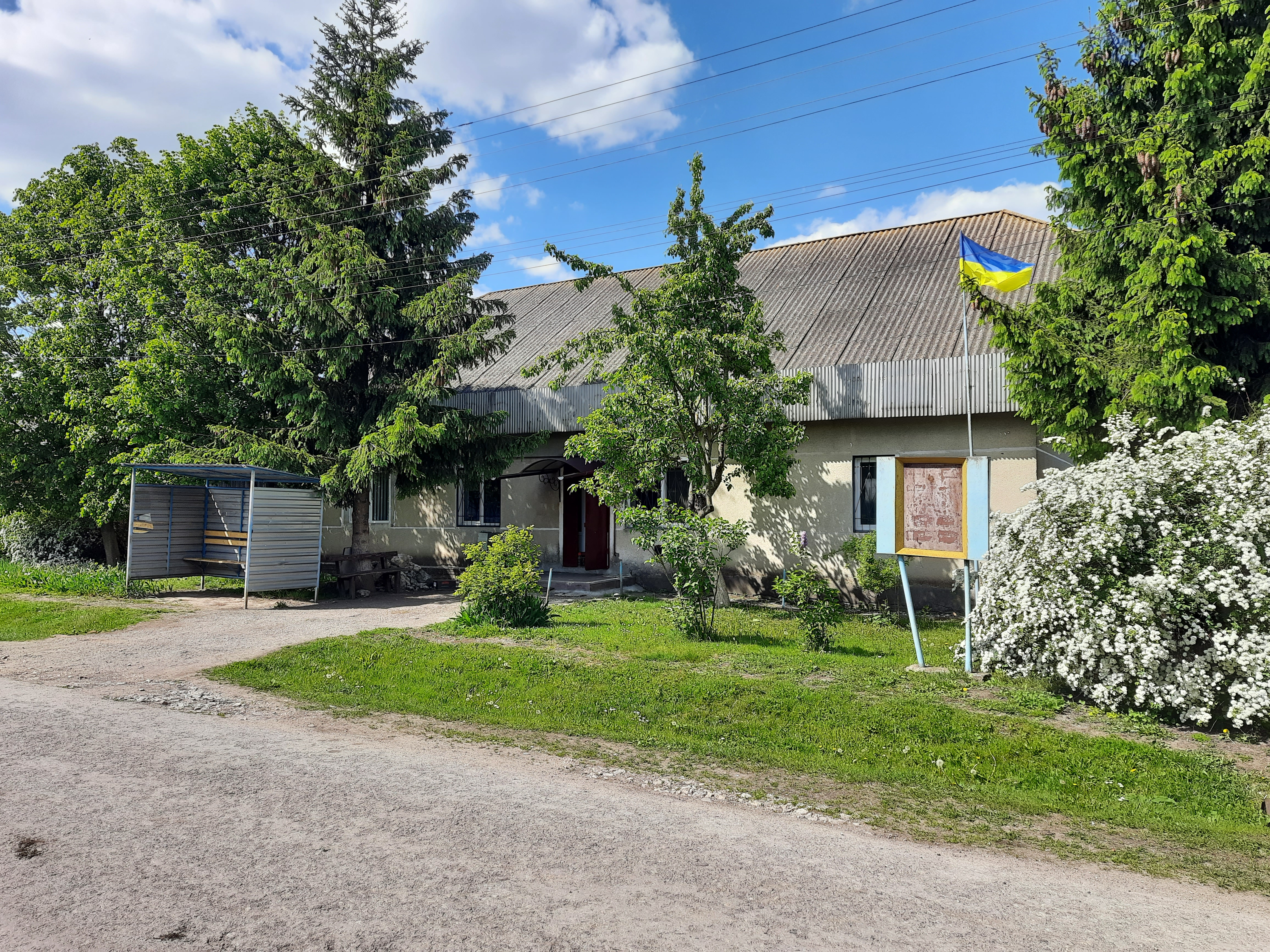
В центрі села
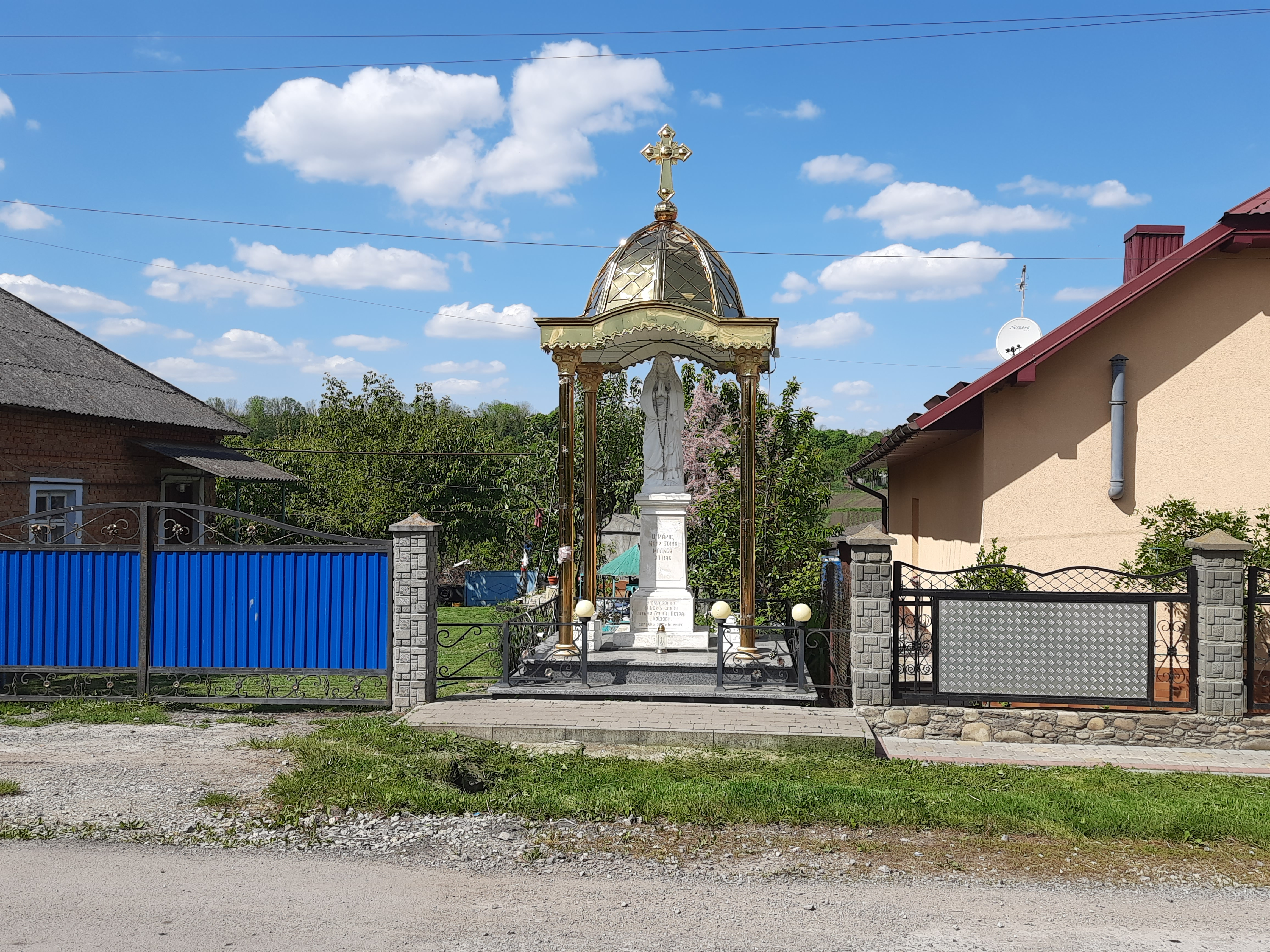
Статуя Божої Матері
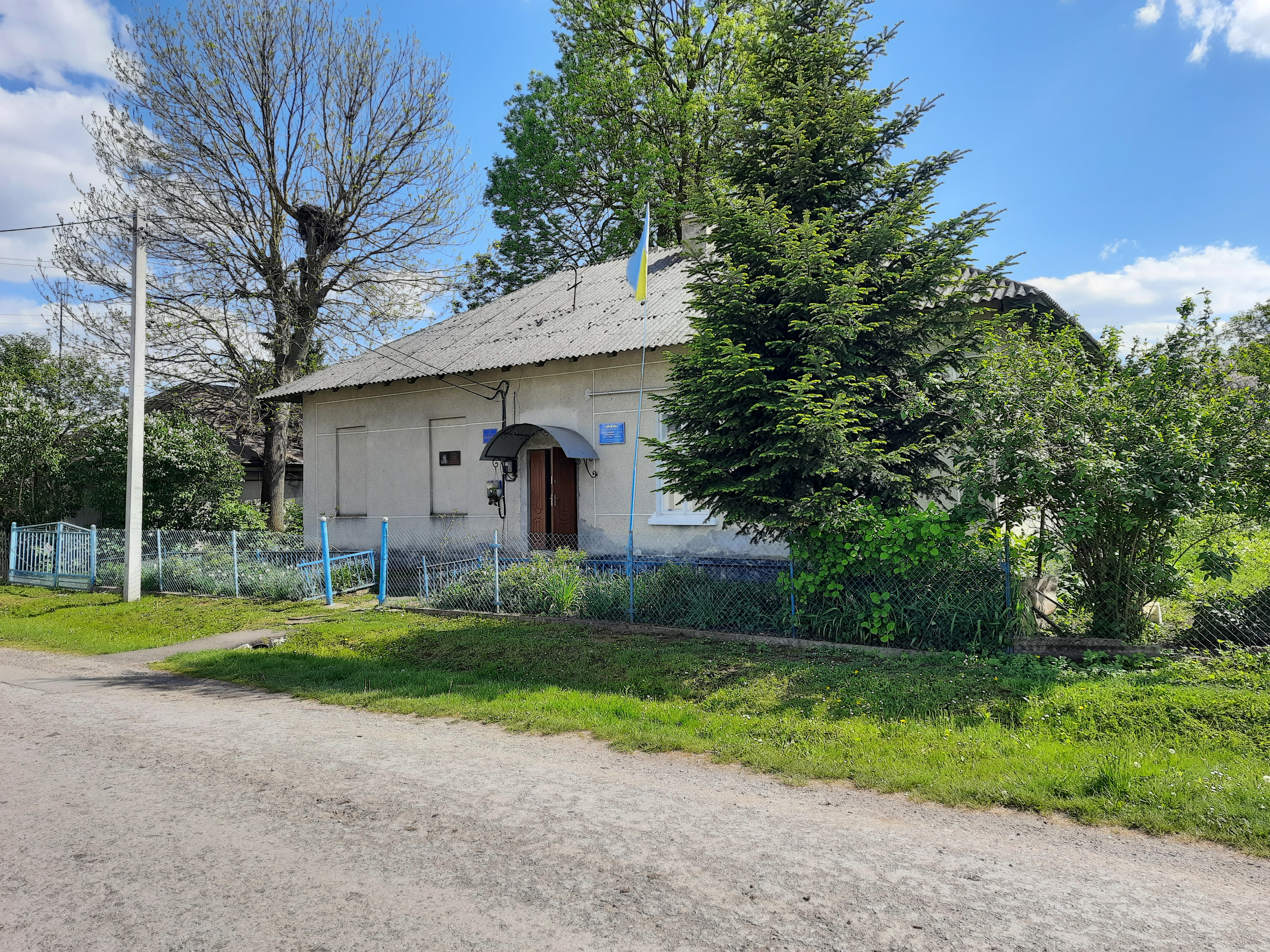
Школа
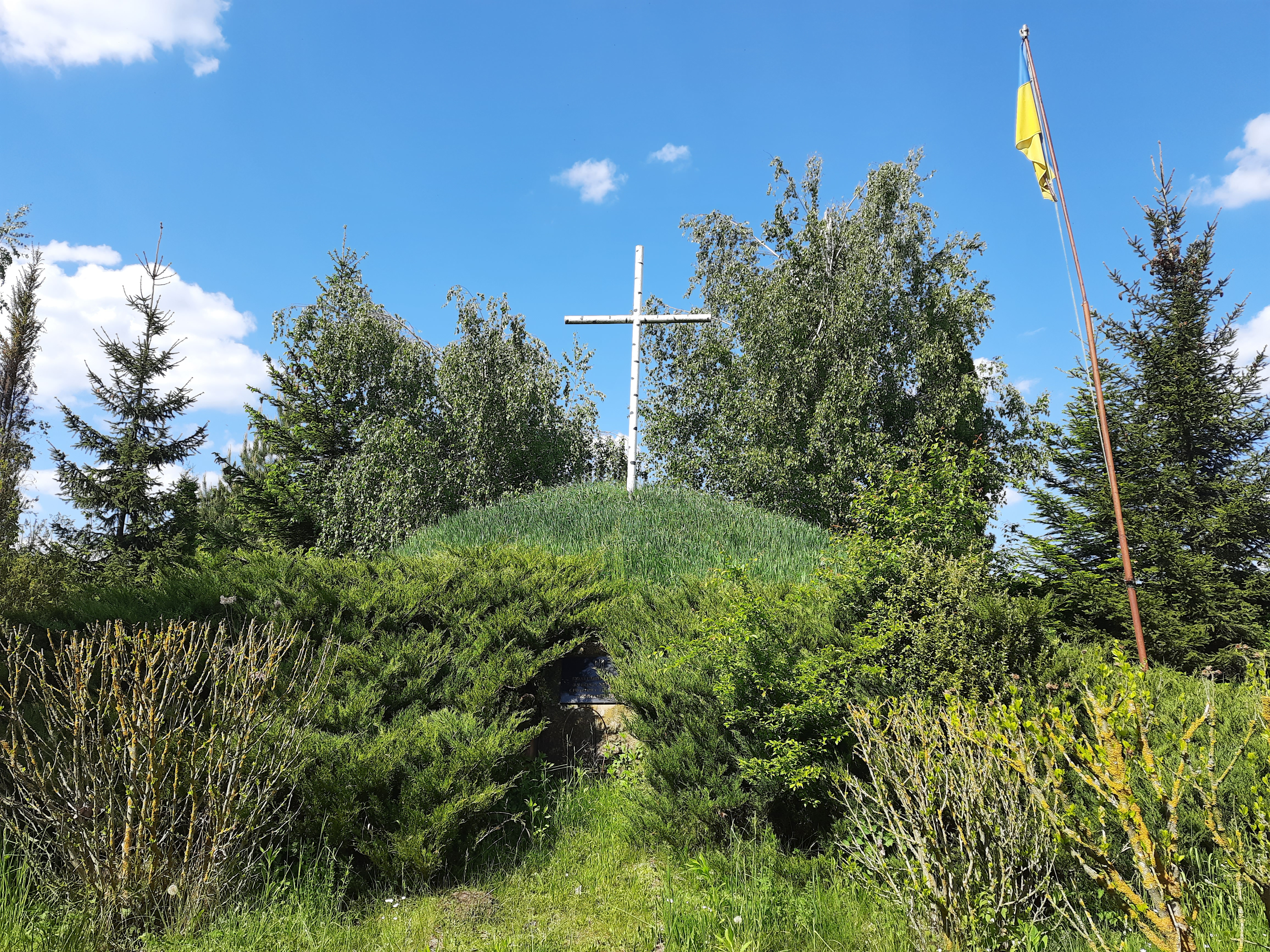
Символічна могила Борцям за волю України
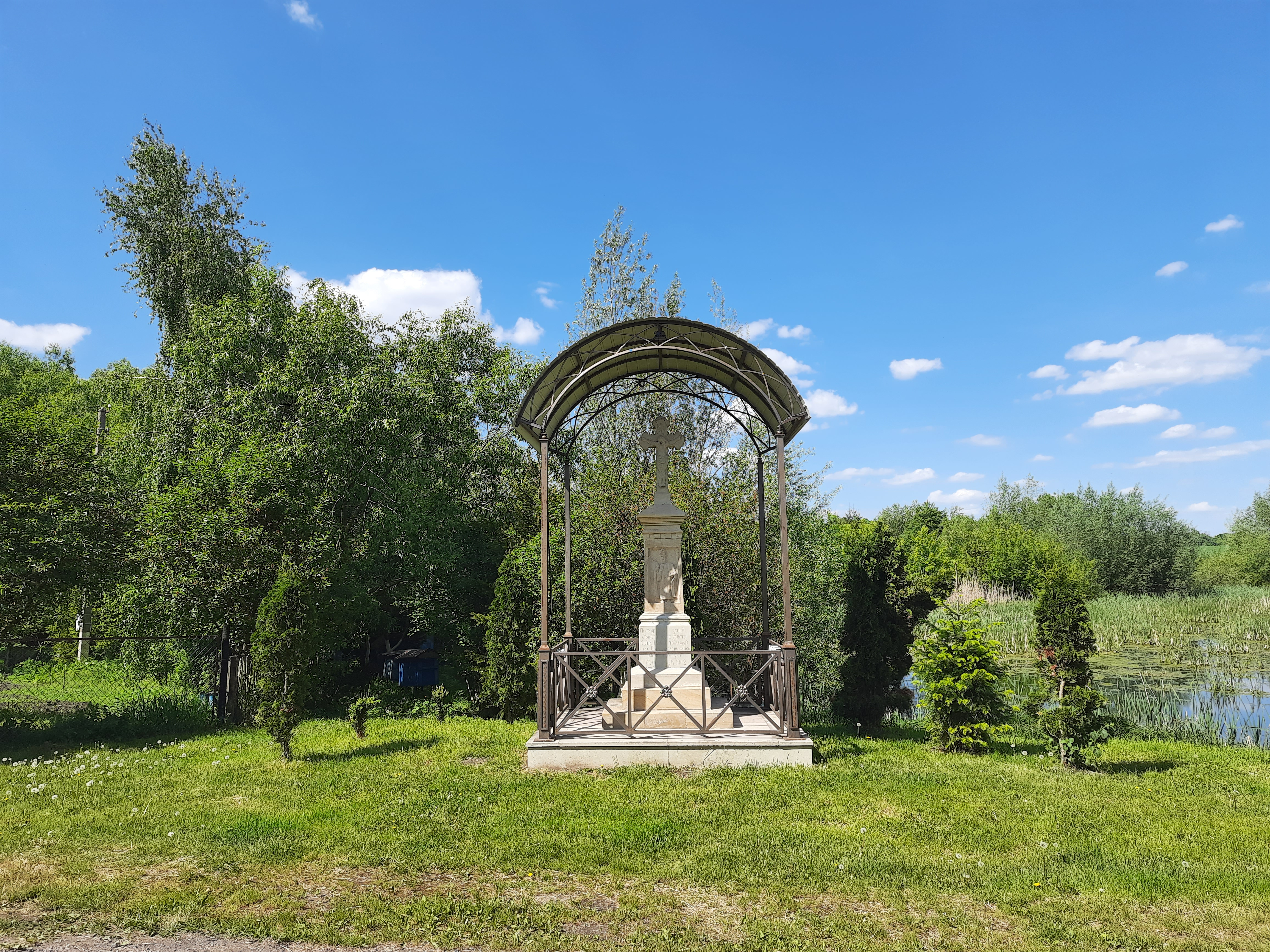
Пам'ятний хрест.
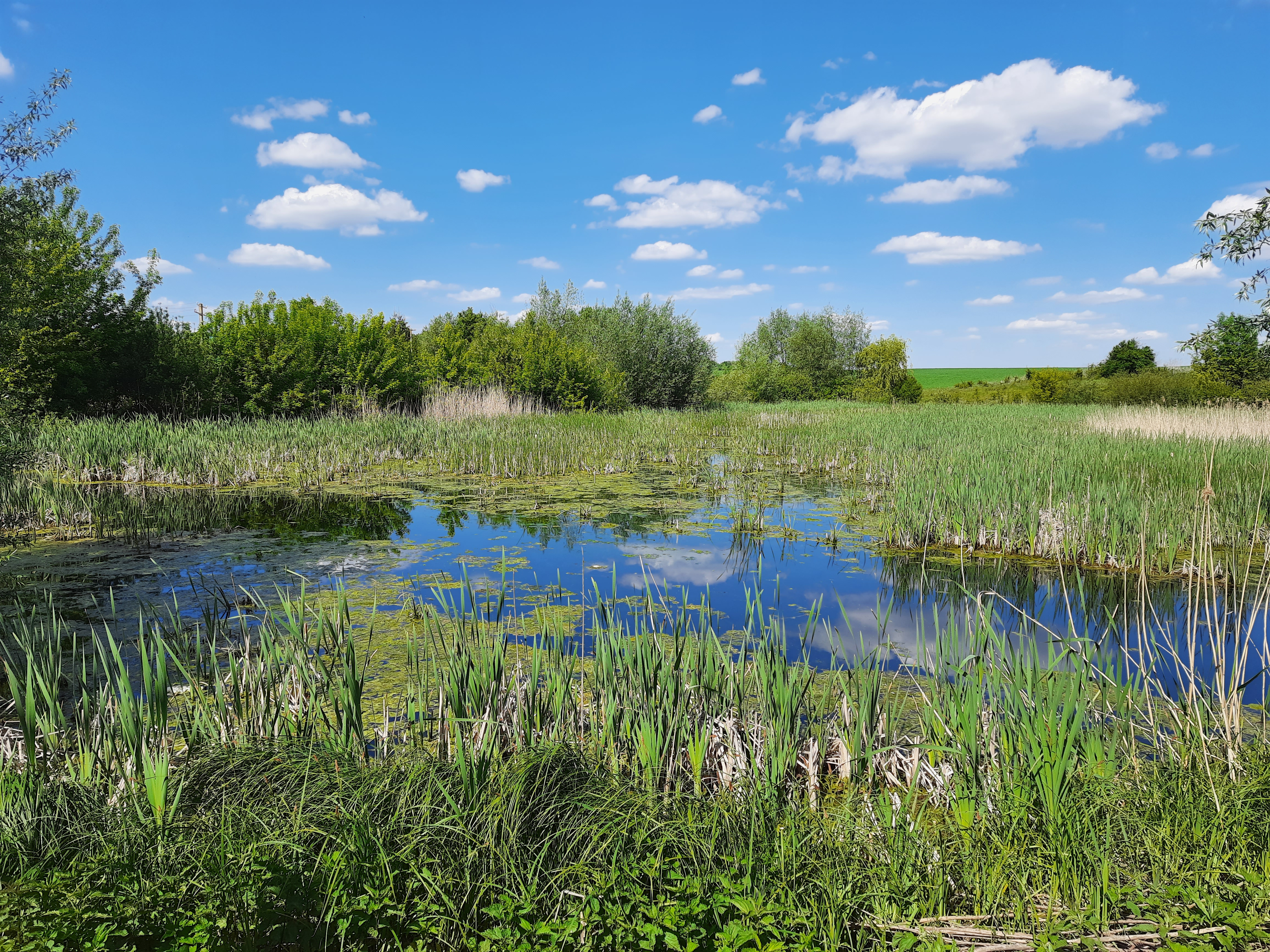
Ставок біля села
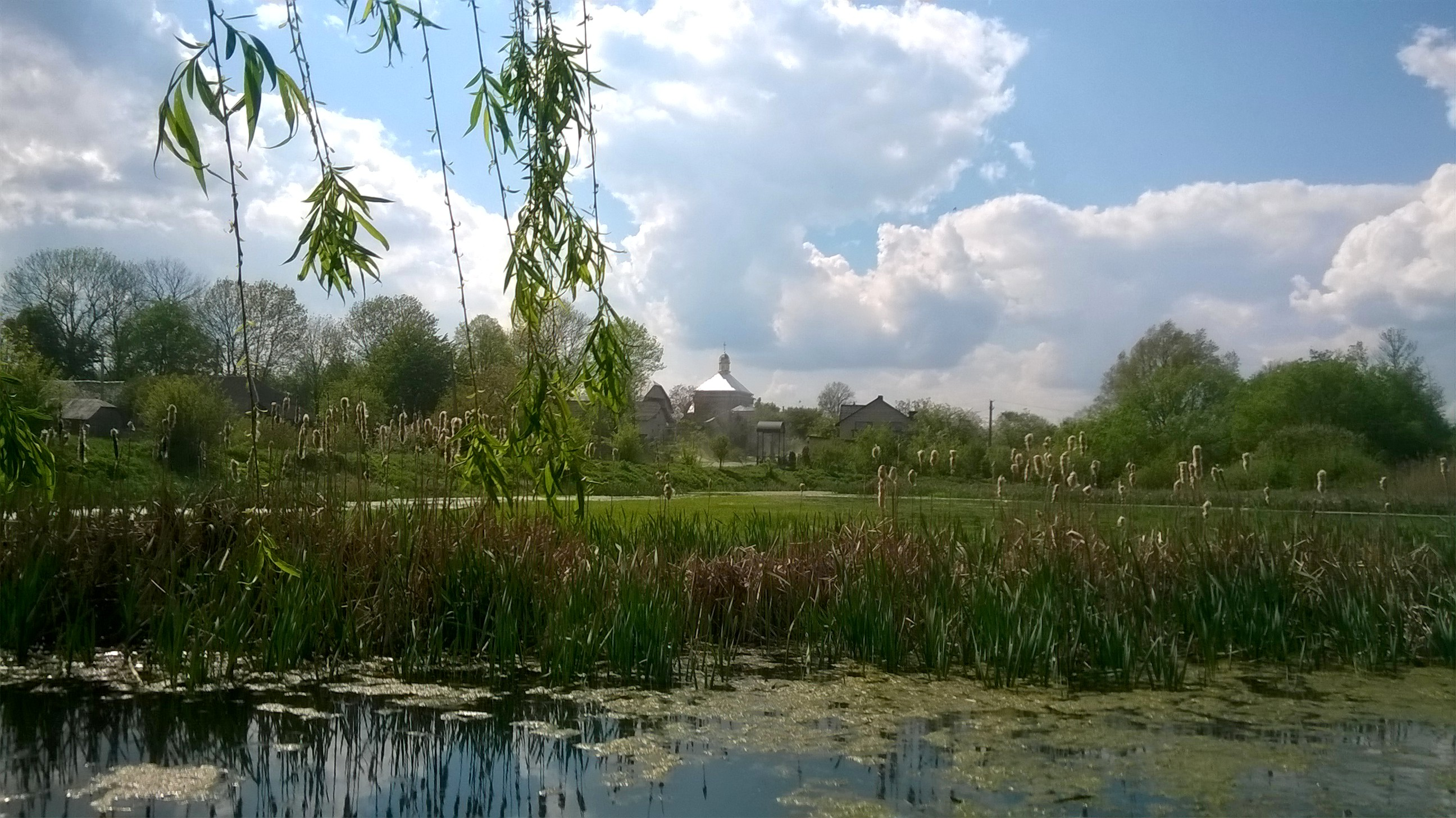
Серединки.Ставок.